# Branko Segota
Branimir "Branko" Šegota (Rijeka, 8 de junho de 1961) é um ex-futebolista profissional canadiano, que atuava como atacante.

## Carreira
Branko Segota fez parte do elenco da histórica Seleção Canadense de Futebol da Copa do Mundo de 1986 